# Tufo
Tufo község (comune) Olaszország Campania régiójában, Avellino megyében.

## Fekvése
A Sabato völgyében fekszik. Határai: Altavilla Irpina, Petruro Irpino, Prata di Principato Ultra, Santa Paolina és Torrioni.

## Története
A települést a longobárdok alapították a 11. században a közeli kénbányákban foglalkoztatott emberek számára. A középkorban a Del Tufo nemesi család birtoka volt, innen származik megnevezése is. A 19. században nyerte el önállóságát, amikor a Nápolyi Királyságban felszámolták a feudalizmust. Ma elsősorban mezőgazdasági jellegű település. Hírnevét az itt termelt Greco di Tufo bornak köszönheti.

## Népessége
A népesség számának alakulása:

## Főbb látnivalói
- a Del Tufo család vára
- az 1866-ban újrafelfedezett kénbányák
- az 50 m mély San Michaele Arcangelo-barlang
- a Santissima Maria Assunta-templom